# Березников, Геннадий Алексеевич
Геннадий Алексеевич Березников — советский хозяйственный и политический деятель.

## Биография
Родился в 1938 году в селе Конышёвка. Член КПСС.
Окончил Брянский машиностроительный техникум, Всесоюзный заочный финансово-экономический институт.
В 1958—1962 гг. — формовщик литейного цеха Читинского машиностроительного завода, мастер завода в Донецке.
В 1963—1977 гг. — начальник цеха, начальник производственного отдела, секретарь парткома Курского завода тракторных запчастей.
В 1977—1981 гг. — второй секретарь Промышленного РК КПСС города Курска.
В 1981—1986 гг. — директор подшипникового завода ГПЗ-20.
В 1986—1988 гг. — секретарь Курского обкома КПСС.
В 1988—1991 гг. — председатель исполкома Курского областного Совета народных депутатов.
Избирался народным депутатом России (1990—1993). Делегат XXVII и XXVIII съездов КПСС.
В 1993—1996 гг. — заместитель председателя Курского областного агропищепрома.
Умер в 1996 году в Курске.

## Награды
- Орден Трудового Красного Знамени (1971)
- Орден Знак Почёта (1977)